# Abandonware
Abandonware, "övergiven programvara", är proprietär programvara som i praktiken saknar upphovsrättsligt skydd. Vanligen är det program som är så föråldrade, eller vars versioner är så gamla, att programmen inte säljs längre och upphovsrättsinnehavaren inte bryr sig om att skydda sin upphovsrätt. Detta gör att programmen befinner sig i en upphovsrättslig gråzon.

## Typer av abandonware
Termen "abandonware" är bred och täcker många typer av gammal mjukvara.
- Kommersiell mjukvara som ej längre stöds, men som fortfarande ägs av ett företag: Tillgängligheten till mjukvaran beror på företagets attityd mot mjukvaran. I många fall så ägs mjukvarurättigheterna av företag av som inte skapade det, eller som inte är medvetna om sitt ägarskap. Vissa företag, som t.ex. Borland gör eller gjorde en del mjukvara tillgänglig på nätet[1], i form av freeware. Andra gör inte gamla versioner till gratisprogram och tillåter inte folk att kopiera mjukvaran.
- Kommersiell mjukvara som ägs av ett företag som ej längre existerar: Ingen kan då skydda programvaran. Rättigheterna kan inte längre köpas.
- Shareware vars skapare fortfarande gör det tillgängligt.
- Öppen källkod och gratisprogram som övergivits.

## Implikationer
Om ett program når slutet av sin livslängd och blir abandonware, konfronteras användarna med flera potentiella problem: saknad inköpstillgänglighet och saknad teknisk support, t.ex. kompatibilitets-patchar för nyare hårdvara och operativsystem. Dessa problem förvärras om programvaran är bunden (dongel) till fysisk media med en begränsad förväntad livslängd (disketter, optiska medier etc.) och att säkerhetskopiera är omöjligt på grund av kopieringsskydd eller lagen om upphovsrätt. Om liknande programvaruprodukt inte finns tillgänglig kan det vara omöjligt att fortsätta använda programvara.
När ett program har blivit abandonware kan till och med historiskt viktig mjukvara gå förlorad väldigt lätt, som ett flertal exempel har visat. Ett av många exempel är nedläggningen av Atari i Sunnyvale 1996, när den ursprungliga källkoden av flera historiska spelmilstolpar (som Asteroids eller Centipede) kastades ut som skräp.
Dessutom kan den saknade tillgången till programvara och tillhörande källkod vara ett hinder för mjukvaruarkeologi och forskning.

## Respons på abandonware
På webben har det uppstått en rörelse som ser som sin uppgift att bevara gamla program, främst datorspel, till eftervärlden och att göra dem allmänt tillgängliga. Tekniskt sett är det olagligt och att jämställa med piratkopiering, men eftersom ingen längre hävdar upphovsrätten till programmen så kan verksamheten fortgå. De flesta abandonware-webbplatser menar också att de tar bort de upplagda programmen från sina arkiv om upphovsrättsinnehavaren begär det.